# Werner Jackstädt
Werner Jackstädt (* 24. Januar 1925 in Elberfeld (heute zu Wuppertal); † 19. März 2005 in Wuppertal) war ein deutscher Unternehmer, Mäzen und Gründer der Dr. Werner Jackstädt-Stiftung.

## Leben
Werner Jackstädt war Sohn des Inhabers einer Feinpapiergroßhandlung in Wuppertal. Er verbrachte seine Volontärszeit in einer belgischen Papierfabrik, bevor er 1943 zum Kriegsdienst einberufen wurde. 1947 kehrte er aus sowjetischer Kriegsgefangenschaft zurück und trat in die väterliche Firma ein. Im Keller dieser Firma stellte er 1949 mit drei Mitarbeitern die ersten Selbstklebe-Postkarten her. In den 50er Jahren, kurz nachdem der Export begonnen hatte, löste Werner Jackstädt die Papiergroßhandlung seines Vaters auf und beschloss, sich auf selbstklebende Papiere und Folien zu konzentrieren.
Werner Jackstädt gründete 1959 in Paris den ersten Standort im Ausland. Im Laufe der Jahre entstand eine Firmengruppe mit insgesamt zehn Fabriken in Deutschland, Frankreich, Malaysia, Australien, Südafrika, Brasilien, Mexiko, Kolumbien und Kanada. Die Hauptverwaltung der Jackstädt GmbH hatte ihren Sitz weiterhin in Wuppertal, die deutsche Produktionsstätte befand sich an der Schwelmer Stadtgrenze zu Wuppertal. Das Markenzeichen Jac hatte hohes internationales Ansehen, 2001 beschäftigte der Konzern weltweit 2100 Mitarbeiter und erzielte einen Umsatz von rund 1,2 Milliarden Deutsche Mark. Als krankheitsbedingt seine Kräfte abnahmen, entschloss sich Jackstädt seine Firmengruppe an die amerikanische Avery Dennison Corporation zu verkaufen. Der Verkauf wurde im Mai 2002 durch das Kartellamt genehmigt.
Werner Jackstädt hatte keine Erben, daher brachte er zusammen mit seiner Frau Lore ca. 130 Millionen Euro Startkapital in die gemeinnützige Dr. Werner Jackstädt-Stiftung ein. In den ersten Jahren des Bestehens der Stiftung prägte Werner Jackstädt die Aufgabe der Stiftung durch drei Ziele, die gefördert werden sollen: in der Medizin die Krebs- und Augenheilkunde, in der Wissenschaft die Betriebswirtschaftslehre und in der Stadt Wuppertal Kultur, Theater, Museen, Denkmalpflege und soziales Engagement.

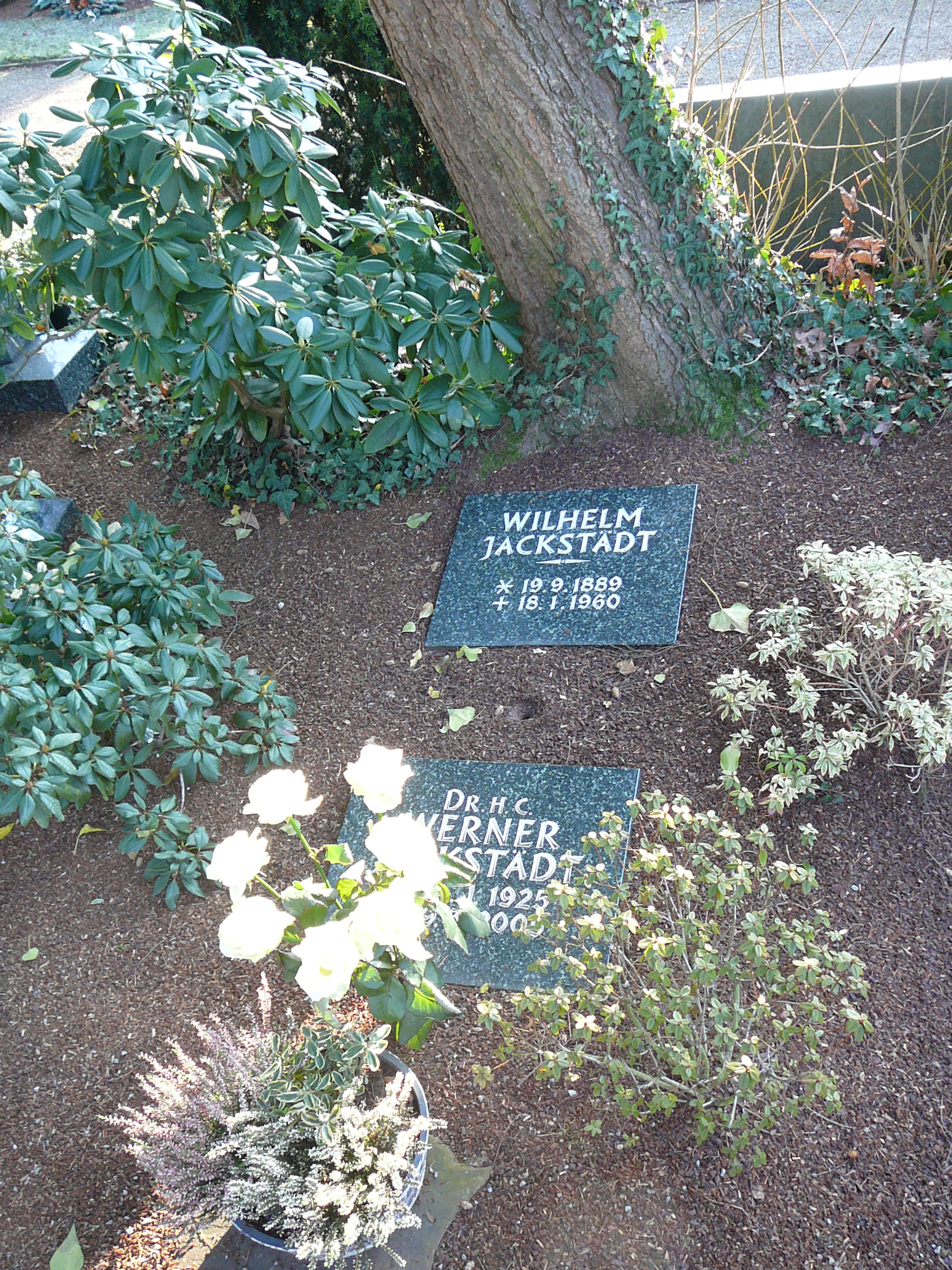
Der Grabstein am Familiengrab Wilhelm Jackstädt

Nach dem Tod von Werner Jackstädt im März 2005 setzte Lore Jackstädt die Aufgaben ihres Mannes fort und hatte den Vorsitz in der Jackstädt-Stiftung übernommen. Nach ihrem Tod im Januar 2019 übernahm Rolf-Peter Rosenthal den Vorsitz der Stiftung. Zu den bedeutenden Förderprojekten der Stiftung gehören unter anderem die Nordbahntrasse sowie die Junior-Uni in Wuppertal.
Am 15. Dezember 2014 beschloss der Stadtrat der Stadt Wuppertal die Nordbahntrasse in Dr.-Werner-Jackstädt-Weg umzubenennen.

## Ehrungen
Der Internationale Selbstdruckverband wählte Werner Jackstädt 1994 zum Man of the Year. 1995 erhielt er den Titel des Ehrendoktors der Wirtschaftswissenschaften von der Universität Witten/Herdecke. Der Rat der Stadt Wuppertal beschloss am 28. Februar 2005 die Verleihung des Ehrenrings der Stadt Wuppertal an Jackstädt, der allerdings vor der Übergabezeremonie verstarb.